# Taekwondo
El taekwondo (en hangul: 태권도; en hanja: 跆拳道) és una art marcial d'origen coreà. Destaca per la varietat i l'espectacularitat de les seves tècniques de puntada, i actualment és una de les arts marcials més conegudes i practicades arreu del món. Es tracta d'una art marcial de tradició antiga, però que s'ha adaptat als temps moderns: és el segon esport mundial quant a nombre de federats i compta amb més de 60 Federacions Nacionals, així com centenars de federacions regionals.
A banda de ser una art marcial, el Taekwondo també té un vessant de competició esportiva. En els Jocs Olímpics de Seül, Corea del Sud, 1988, va fer la seva primera aparició olímpica com a esport d'exhibició. Va comptar amb la participació de 183 atletes (120 homes i 63 dones) de 34 països diferents, repartits en vuit categories de pes. En els Jocs Olímpics de Barcelona 92 va tornar a ser esport d'exhibició, amb un nombre encara més elevat de participants. Finalment, als Jocs Olímpics de Sydney 2000 va esdevenir un esport olímpic oficial. El dia 4 de setembre va ser declarat dia internacional del Taekwondo per recordar la data en la qual es feu oficial el reconeixement com a esport olímpic (el 4 de setembre de 1994).
La paraula Taekwondo prové dels caràcters Hanja 跆拳道. 跆 (pronunciat tae) que significa colpejar amb els peus, 拳 (kwon) significa colpejar amb les mans o punys, i el caràcter 道 (do) significa disciplina, art, mètode o camí. Per tant, Taekwondo podria traduir-se com l'art o camí de colpejar amb els peus i les mans, fent referència al fet que es tracta d'un estil de lluita que només utilitza els peus, les mans i altres parts del cos prescindint per complet d'armes.
Un dels exercicis més importants és la realització de pumses (katas en terminologia de karate). Els pumses són seqüències de moviments de defensa i atac que simulen un combat imaginari amb diversos adversaris, i estan relacionats directament amb els diferents graus de cinturons. Es memoritzen i repeteixen a fi d'incrementar l'equilibri, l'elasticitat, la rapidesa i el domini dels diferents moviments.

## Tècniques
Les tècniques, generalment, es classifiquen en una sèrie de grups:
- Cops de peu (Chagui)

El taekwondo és una art marcial que destaca per les tècniques de cop de peu, normalment enfocades a atacar el tronc o al cap. Cada tècnica té, a la vegada, diferents variacions a diferents altures, amb gir (Mondollyo o Tidola), amb salt (Tuich), cap a una banda, cap endarrere (Bakat), etc.
- Tècniques de mà i puny (Jirugui, Chigui i Chumol)

A banda de les tècniques de puntada, el Taekwondo inclou una gran quantitat de tècniques d'atac amb el puny o la mà oberta. Les diferents tècniques de puny difereixen en l'àrea amb què es colpeja (artells, dors de la mà...) i en la direcció del cop (cap a fora, frontal...). Les tècniques de mà oberta, es distingeixen també segons la posició d'aquesta (horitzontal o vertical) i de la part de la mà amb què colpegem (el cúbit, el radi, la punta dels dits...).
- Bloqueigs i defenses (Maki)

Al Taekwondo es fan servir una gran varietat de tècniques de defensa, en funció de la direcció i l'altura de l'atac del qual ens volem defensar. Existeixen també combinacions de defensa i atac, així com combinacions de dues defenses simultànies. Aquestes tècniques es poden realitzar amb el palmell de la mà, l'exterior o l'interior del braç.
- Defensa Personal (Hoo Sin Sool)

De la mateixa manera que a les altres arts marcials, com l'Hapkido o el Karate, en el Taekwondo existeixen diferents tècniques variades de defensa personal com els escombrats, luxacions o projeccions. Aquestes tècniques, moltes vegades, es combinen amb les ja citades de puntada i de puny.
- Posicions (Sogui)

A l'hora d'executar les diferents tècniques és molt important la correcta posició del cos i, especialment, la de les cames. Les posicions tenen una importància cabdal en l'execució dels pumses (kates en Karate), però són, fins i tot, bàsiques durant les competicions, ja que garanteixen la correcta execució de les puntades i cops, i eviten lesions.
Els noms de les tècniques no es troben normalitzats a causa del gran nombre de països en els quals es practica el Taekwondo i que fan molt difícil la coordinació, tot i existir les Federacions Mundial i Internacional, que tenen un estàndard propi. Cada escola opta per uns noms diferents i, fins i tot, en les escoles de països anglosaxons s'ha optat per realitzar una traducció literal a l'anglès: «Axe Kick», «Roundhouse Kick», etc.). Tot i això, la majoria d'escoles i federacions opten per mantenir els noms originals en coreà. No obstant això, fins i tot en coreà es poden trobar diferents noms per a la mateixa tècnica. En són un exemple el «Dolgue Chagui»i el «Tidola Bandal Chagui» que fan referència a la mateixa puntada.

## Estils
El Taekwondo està dividit en dos grans estils diferents, cadascun associat a una de les dues grans federacions que actualment existeixen a escala mundial: l'Estil WTF (associat a la World Taekwondo Federation) i l'Estil ITF (associat a la Federació Internacional de Taewkon-Do).
Les federacions regionals o nacionals, generalment estan associades a una d'aquestes dues grans federacions, segons l'estil dominant que es practiqui i el reglament esportiu que apliquin. Així mateix existeixen d'altres federacions independents que generalment són escissions de les oficials i que practiquen l'estil oposat al de l'oficial.
La WTF va sorgir, en un inici, com una escissió de la ITF per motius polítics. Posteriorment, l'estil d'ambdues federacions va anar evolucionant de manera diferent, i amb el pas dels anys aquests han quedat reflectits principalment en tres aspectes: l'uniforme, les formes i el reglament esportiu.
Tot i així, la totalitat de les tècniques que practiquen ambdós estils són les mateixes (canviant en alguns casos l'aplicació, importància o nomenclatura). Les diferències entre ambdós resideix principalment en la manera en què es practica l'art marcial, els requisits exigits per a la promoció entre els diferents graus, les formes (pumses o tuls) i, per sobre de tot, el reglament esportiu. Per aquest motiu, per una persona que s'iniciï en un dels dos estils no li suposa cap dificultat canviar d'un a l'altre, només li cal adaptar els seus coneixements a les normes requerides.

### Estil ITF
L'’estil ITF’ és el més tradicional. Es caracteritza per un predomini dels atacs senzills i directe. El combat esportiu d'aquest estil és molt similar al Full Contact, però sense existir el KO. S'utilitzen guants i sabates de protecció. Aquest estil té com a icona a Choi Hong Hi, creador i fundador de la ITF, la qual va presidir fins a la seva mort l'any 2002.
Per qüestions polítiques, actualment la ITF està dividida en tres organitzacions que no es reconeixen entre si, però que segueixen utilitzant els mateixos noms i practiquen la mateixa disciplina, encara que estan començant a variar lleugerament els reglaments esportius.

### Estil WTF
L'Estil WTF es caracteritza per utilitzar moviments més elàstics i circulars. Així mateix la realització de poomsaes es diferencia dels utilitzats per la ITF. El combat en aquesta modalitat és de contacte total i es realitza amb casc i peto de protecció per tors, quedant prohibits els atacs de puny per sobre del coll.
Cal destacar que l'estil de la WTF és el que es troba reconegut com a esport olímpic, ja que es troba més desenvolupat que el de la ITF. Així mateix, la WTF és la federació a la qual es troben associades més federacions nacionals, especialment a Europa, Àsia i Nord Amèrica.

## Graus i cinturons
Graus i cinturons en la Federació Internacional de Taekwondo (I.T.F.)
Els nivells o graus d'instrucció en el Taekwondo estan donats pel color dels cinturons de cada practicant, variant aquests des del color blanc fins als diferents nivells de negre. Aquests nivells es divideixen en graus KUP (o GUP, segons el país en el qual li ho tracta) i graus DAN. Els graus KUP són els denominats cinturons de colors, els quals varien des del blanc fins al vermell de punta negra, mentre que en els graus DAN es troben encasellats tots els nivells de cinturó negre. Per cada grau KUP correspon una sola rutina de moviments denominada tul, mentre que per cada grau DAN es corresponen 3 tuls, fins al grau de 6è DAN. La llista de graduacions establerta per la Associació Internacional de Taekwondo és la següent: 

### Graus KUP (cinturons de color)
Els graus KUP són els graus més bàsics del Taekwondo. Segueixen una numeració inversa, és a dir, una persona que comença practicant el Taekwondo té l'11è KUP i una persona que està a punt d'aconseguir el cinturó negre (1r DAN) tindrà el 1r KUP. Els graus són:

### Graus DAN
Els graus DAN estan associats al cinturó negre. Els graus DAN van a la inversa que els KUP. Per tant, un practicant va avançant des del primer grau al segon i, així successivament, fins al novè. La WTF atorga el desè grau DAN a les persones que han fet alguna cosa molt important per aquest esport i és un grau honorífic que molt poca gent aconsegueix. També solen ser honorífics els cinturons a partir del 4t DAN. El cinturó negre no es pot aconseguir fins als 15 anys i els practicants menors d'aquesta edat tenen el cinturó vermell-negre.
| 10 º KUP | Blanc: Aquest color simbolitza la innocència, l'inici del practicant en el camí del Taekwondo. | 3 mesos |
| 9 º KUP  | Blanc c/ Punta Groga: Aquesta combinació simbolitza la llavor del taekwondo, sembrada en el practicant. | 3 mesos |
| 8 º KUP  | Groc: Aquest color simbolitza la terra fèrtil, on es plantarà una nova llavor que brollarà com una futura planta | 4 mesos |
| 7 º KUP  | Groc c/ Punta Verda: Aquesta combinació simbolitza la germinació de la llavor, com una nova planta. | 4 mesos |
| 6 º KUP  | Verd: Aquest color simbolitza el creixement de la planta, a mesura que les habilitats en el Taekwondo comencen a desenvolupar-se. | 4mesos  |
| 5 º KUP  | Verda c/ Punta Blava: Aquesta combinació representa a la planta buscant el seu punt de maduració en el seu creixement. | 4 mesos |
| 4 º KUP  | Blau. Simbolitza el Cel, cap al qual va creixent la planta fins a convertir-se en un arbre madur, a mesura que els coneixements en Taekwondo avancen. | 4 mesos |
| 3 º KUP  | Blava c/ Punta Vermella: Aquesta combinació simbolitza als primers fruits que l'arbre comença a donar, els quals són els fruits reeixits en l'aprenentatge del Taekwondo. | 5 mesos |
| 2 º KUP  | Vermell: Aquest color simbolitza el perill. És l'etapa en la qual l'estudiant ha d'aprendre a manejar la cautela per a mesurar la seva força davant els seus oponents. Al mateix temps, indica als seus oponents que han de mantenir-se allunyats, a causa de la maduresa dels seus coneixements. Un altre significat, és el fruit collit de l'arbre del Taekwondo. | 6mesos  |
| 1 º KUP  | Vermell c/ Punta Negra: Aquesta combinació simbolitza la transició de l'estudiant en el seu pas d'alumne a instructor. En aquest grau, l'alumne comença a preparar la seva graduació com a instructor. | 6 mesos |
| 1 º DAN  | Negre: Aquest color simbolitza la maduresa del practicant quant a la seva competència per a impartir ensenyament en el *Taekwon-do. És completament l'oposat al color blanc. Una representació que té el negre, és en el carbó, per la seva duresa i senzillesa, el qual pot cremar per a generar energia o desintegrar-se per a escriure la seva història. Representa també la impermeabilitat del seu portador, a la por i la foscor. Títol: Instructor Assistent (Boo Sabom Nim). | 2 anys  |
| 2 º DAN  | Títol: Instructor Assistent (Boo Sabom Nim). | 3 anys  |
| 3 º DAN  | Títol: Instructor Assistent (Boo Sabom Nim). | 4 anys  |
| 4 º DAN  | Títol: Instructor Internacional (Sabom Nim). | 5 anys  |
| 5 º DAN  | Títol: Instructor Major (Sabom Nim). | 6 anys  |
| 6 º DAN  | Títol: Instructor Major (Sabom Nim). | 7 anys  |
| 7 º DAN  | Títol: Màster o Maestro (*Sajiong *Nim). És l'últim títol lliurat a través d'examen de graduació. | 8 anys  |
| 8 º DAN  | Títol: Màster Sènior (*Sajiong *Nim). És el primer de dos títols que es lliuren de manera honorífica. | 9 anys  |
| 9 º DAN  | Títol: Gran mestre (*Sasong *Nim). És el segon i últim títol que es lliura en forma honorífica, per tant, és la màxima graduació a la qual un practicant de *Taekwon-do pot aspirar. |         |

## Filosofia
Els diferents estils de Taekwondo adopten diferents fonaments filosòfics. Tanmateix, molts d'aquests fonaments es refereixen als Cinc Manaments del Hwarang com a referent històric. Per exemple, Choi Hong-hi va expressar la seva base filosòfica per al taekwondo com els Cinc Principis del Taekwondo:
- Cortesia (예의)
- Integritat (염치)
- Perseverança (인내)
- Autocontrol (극기)
- Esperit indomable (백절불굴)

Aquests principis s'articulen encara més en un jurament de taekwondo, també escrit per Choi:
- Observaré els principis del taekwondo
- Respectaré el professor i els grans
- No faré mai un mal ús del taekwondo
- Seré un defensor de la llibertat i la justícia
- Construiré un món més pacífic

Les organitzacions modernes de la ITF han continuat actualitzant i ampliant aquesta filosofia.
La Federació Mundial de Taekwondo (WTF) també fa referència als manaments del Hwarang en l'articulació de la seva filosofia de taekwondo. Igual que la filosofia de la ITF, se centra en el desenvolupament d'una societat pacífica com un dels objectius generals per a la pràctica del taekwondo. La filosofia declarada del WT és que aquest objectiu es pot promoure mitjançant l'adopció de l'esperit Hwarang, comportant-se de manera racional (educació d'acord amb la raó del cel) i mitjançant el reconeixement de les filosofies plasmades en el taegeuk (el yin i el yang), és a dir, la unitat dels oposats) i el sam taegeuk (entendre el canvi en el món com les interaccions de la el cel, la terra i l'home). La posició filosòfica articulada pel Kukkiwon també es basa en la tradició Hwarang.

### Teoria del poder
L'èmfasi en la velocitat i l'agilitat és una característica definitòria del taekwondo i té els seus orígens en les anàlisis realitzades per Choi Hong-hi. Els professionals de la ITF coneixen els resultats d'aquesta anàlisi com a Teoria del poder de Choi. Choi va basar la seva comprensió del poder en la biomecànica i la física newtoniana, així com en les arts marcials xineses. Per exemple, Choi va observar que l'energia cinètica d'un cop augmenta quadràticament amb la velocitat del cop, però només augmenta linealment amb la massa de l'objecte que va colpejar. En altres paraules, la velocitat és més important que la mida en termes de generació d'energia. Aquest principi es va incorporar al disseny inicial del taekwondo i encara s'utilitza.
Choi també va defensar un principi de relaxació/vaga per al taekwondo; és a dir, entre blocs, puntades i cops el practicant hauria de relaxar el cos, després tensar els músculs només mentre realitza la tècnica. Es creu que el principi relax/golpe augmenta el poder de la tècnica, conservant l'energia del cos. Va ampliar aquest principi amb la seva defensa de la tècnica de l'ona sinusoïdal. Això implica pujar el centre de gravetat entre tècniques i després baixar-lo a mesura que es realitza la tècnica, produint el moviment amunt i avall del qual es deriva el terme ona sinusoïdal.
Els components de la teoria del poder inclouen:
- Força de reacció: el principi que a mesura que l'extremitat colpejant s'avança, altres parts del cos s'han de portar enrere per tal de proporcionar més potència a l'extremitat que colpeja. Per exemple, si la cama dreta s'avança en una puntada circular, el braç dret es porta cap enrere per proporcionar la força de reacció.
- Concentració: el principi d'aportar tants músculs com sigui possible en un cop, concentrant l'àrea d'impacte en una àrea tan petita com sigui possible.
- Equilibri: mantenir un correcte centre d'equilibri al llarg d'una tècnica.
- Control de la respiració: la idea que durant un cop s'ha d'exhalar, i l'exhalació acaba en el moment de l'impacte.
- Missa: principi d'aportar la major part del cos possible a una vaga; novament utilitzant la puntada de gir com a exemple, la idea seria girar el maluc i la cama durant la puntada per tal d'aprofitar la massa addicional del maluc en termes de proporcionar potència a la puntada.
- Velocitat: com s'ha assenyalat anteriorment, la velocitat d'execució d'una tècnica en taekwondo es considera fins i tot més important que la massa en termes de subministrament de potència.